# 哥吉拉大戰金剛
是一部2021年美國科幻怪獸電影，由亞當·溫高德執導。該片為2017年電影《金剛：骷髏島》和2019電影《哥吉拉 II 怪獸之王》的續集，「怪獸宇宙」的第四部作品。主演包括亞歷山大·史柯斯嘉、米莉·芭比·布朗、蕾貝卡·霍爾、布萊恩·泰瑞·亨利、凱莉·霍特爾、小栗旬、艾莎·岡薩雷、朱利安·丹尼森、凱爾·錢德勒和德米安·畢齊。
《哥吉拉大戰金剛》由華納兄弟於2021年3月31日在美國上映，並於同日在HBO Max上線，為期一個月。亞洲部分地區提前美國一週上映。上映之後，所獲得的票房打破嚴重特殊傳染性肺炎疫情影響以來的票房記錄，同時在HBO Max得到高收視率，成為HBO Max發行的電影當中最高的一部，直到後來被《真人快打》電影超越。

## 劇情
哥吉拉擊敗王者基多拉後過去五年，作為泰坦巨獸之一的金剛近五十多年來居於骷髏島，並由君主組織建立生物圓頂進行全面監視。而島上在此之前所發生的氣候突變，導致本地土著伊維族全數罹難，只有聾啞小女孩吉雅倖存並成為金剛唯一的陪伴，彼此透過手語交流。而多年來研究金剛的人類語言學專家艾琳·安德魯身為吉雅的養母，但始終無法跟金剛正確溝通。與此同時，五年來無動靜的哥吉拉突然襲擊「頂極神經機械企業」（Apex Cybernetics）位於彭薩科拉的工廠，當時潛入工廠中偷盜內部機密文件的陰謀論播主柏尼·海斯目睹全程，逃離過程中看到一架用途不明的大型裝置。高中生麥蒂森·羅素五年前親身經歷過巨獸混戰，不相信她所熟悉的哥吉拉會無緣無故襲擊人類，得知父親馬克忙於災難救援且不願幫忙後，決定瞞著父親招募同伴喬許一同調查襲擊事件的起因。
頂極企業總裁華特·西蒙斯急切想找到只存在於眾泰坦巨獸位於地球空心家園中的地心能源作為自己的技術供源，因此伴隨麾下技術師芹澤蓮，共同拜訪長期研究地球空心的前地質學家奈森·林德，希望他能參與這次行動。奈森起初因親兄弟多年前試圖進入地心勘察時，因無法經受反重力效應而犧牲的遭遇而猶豫不決，但得知頂極已開發出能經受反重力的特殊飛行器席夫號（HEAVs）而答應參與。奈森隨即來到圓頂會見艾琳，希望她與吉雅能勸說金剛帶領他們前往地心，艾琳考量到讓金剛遷移島嶼已無法避免，最終同意將熟睡的金剛載上海軍艦隊運送至位於南極洲的一處地心入口，隨行包括由西蒙斯之女瑪雅。然而，哥吉拉迅速游過來襲擊艦隊、與清醒的金剛正面碰撞，而金剛因不習水性而很快不敵，直到奈森下令關閉所有電源，成功騙過哥吉拉而集體倖免於難。
為了避免再被哥吉拉發現行蹤，金剛被直升機隊伍運至通往地心的通道入口，並藉由吉雅的說服而讓金剛同意帶領搭乘席夫號飛行器的一行人進入地心。另一方面，麥蒂森和喬許說服柏尼一起潛入遭哥吉拉摧毀的頂極工廠，首先發現大型裝置已被運走，三人緊接著誤打誤撞登上貨運迴路列車，來到頂極企業位於香港的總部。三人在總部摸索時找到大型裝置（机械眼睛）的真正用途，由頂極企業秘密建造的機械哥吉拉，得知西蒙斯意圖靠此傑作讓人類重新取代泰坦巨獸。三人同時發現芹澤蓮正在靠心電感應技術操控機械哥吉拉，透過五年前戰鬥中保留的一顆基多拉斷頭骨的神經網絡。
在地心家園中，眾人目睹與骷髏島相似的各種奇觀景象，最後進入由金剛祖先建造的大型宮殿。金剛在其祖先王座邊取得一把戰斧，眾人也靠周遭壁畫瞭解到金剛一族與哥吉拉一族長年累月的戰爭所形成的世仇。瑪雅帶隊在場獲得地心能源樣本後，立即為西蒙斯發送能源信號藉以複製出人造樣本，藉以解決機械哥吉拉的能源缺陷。而這時哥吉拉因為感知到威脅而登陸香港，不久後感知到身在地心宮殿中的金剛，便直接用原子吐息往地底炸出一條通道。瑪雅迅速帶隊收工撤退，但她的飛行器卻被金剛一手擠爆而亡，艾琳、吉雅和奈森順利搭乘飛行器，跟著金剛下去通道至香港。兩頭不共戴天的泰坦巨獸在城市中展開決戰，儘管金剛手持戰斧及有着周遭高樓建築掩護，最終還是強大的哥吉拉更勝一籌，隨著金剛落入瀕死局面，獲勝的哥吉拉以一聲長嘯而立於頂端。
麥蒂森三人不巧被總部保安發現而集體被帶到西蒙斯面前，當時他開始不顧後果地將地心能源輸進機械哥吉拉體內，然而卻造成基多拉頭骨殘存的意識完全佔據機體。機械哥吉拉直接脫離控制當場殺死西蒙斯，更導致駕駛座上的芹澤蓮被電斃，隨後衝出總部大肆破壞香港。哥吉拉出手對戰它時，卻因之前的戰鬥而耗費大量體力，逐漸在全副武裝的機械哥吉拉面前敗下陣來。奈森冒險駕駛飛行器對金剛進行“心臟復甦”而喚醒，吉雅也用心勸導金剛關於哥吉拉並非真正的敵人，使金剛和哥吉拉短暫達成共識對抗這名共同的敵人。然而兩者聯手仍無法占上風，當時還身在總部控制室中的喬許，用柏尼的隨身酒破壞控制台系統，使機械哥吉拉機能短暫失靈。哥吉拉趁機朝金剛的戰斧發射原子吐息，以便金剛取回充能的戰斧斬斷機械哥吉拉的四肢，最後拔除其頭部及脊椎而徹底摧毀。
隨著機械哥吉拉報廢，麥蒂森陪喬許和柏尼逃到香港街道上、與趕來香港援助的父親馬克團聚。眾人目睹哥吉拉與金剛各自重新爬起，而金剛主動扔下戰斧，與哥吉拉互相認同彼此的存在後各自離去。一段時間過後，金剛返回且統治地心家園，而艾琳、吉雅和奈森同時一起定居於地心的君主監察站中。

## 演員
- 亞歷山大·史柯斯嘉 飾演 奈森·林德（Dr. Nathan Lind）：前君主計畫地質學家兼地圖學專家，長期針對地心的研究使他備受學界嘲笑，聲名狼藉的他因受傳喚而與金剛和艾琳一行人密切合作，並試圖代替已故的兄弟完成進入地心的任務。
- 米莉·芭比·布朗 飾演 麥蒂森·羅素（Madison Russell）：君主高層馬克·羅素與已故科學家艾瑪·羅素的女兒，獨立自主的高中生。她繼承亡母的精神，致力於研究人類與泰坦巨獸共存的可能性，不相信她熟悉的哥吉拉會襲擊人類，並私下與同伴聯手尋找真相。
- 蕾貝卡·霍爾 飾演 艾琳·安德魯（Dr. Ilene Andrews）：君主計畫的人類語言學專家，富有愛心，作為吉雅的養母，多年來負責研究金剛的行為，嘗試過各種方法與金剛溝通卻一直無果。
- 布萊恩·泰瑞·亨利 飾演 柏尼·海斯（Bernie Hayes）：前頂極神經機械企業的技術員，轉為泰坦巨獸陰謀論者，擁有自己的播客進行各種爆料，後來協助麥蒂森調查頂極企業的內幕。
- 小栗旬 飾演 芹澤蓮（Ren Serizawa）：頂極企業的首席技術長，身為已故君主科學家芹澤豬四郎之子，但無論是對於泰坦巨獸的看法及行事風格都跟亡父相反。
- 艾莎·岡薩雷 飾演 瑪雅·西蒙斯（Maia Simmons）：頂極企業的高層幹部，身為總裁華特·西蒙斯的女兒，負責協助父親進入地心取得科技所需。
- 朱利安·丹尼森 飾演 喬許·瓦倫譚（Josh Valentine）：高中生，麥蒂森的同學，雖膽小、卻對麥蒂森非常講義氣，與麥蒂森和柏尼一起冒險深入調查內幕。
- 凱爾·錢德勒 飾演 馬克·羅素（Dr. Mark Russell）：麥蒂森的父親，曾是君主計劃的人與動物關係學專家，如今擔任組織副局長。
- 德米安·畢齊 飾演 華特·西蒙斯（Walter Simmons）：頂極神經機械企業的創始人兼執行長，富有野心、一手遮天，有意想讓人類重新取代泰坦巨獸，因此秘密開發出機械哥吉拉作為對抗手段。
- 凱莉·霍特爾（Kaylee Hottle）飾演 吉雅（Jia）：與金剛產生獨特聯繫的聾啞小女孩，是骷髏島土著伊維族（英语：Iwi）一族中的唯一倖存者。

此外，海金·凱-卡辛飾演美國海軍上將威爾考克斯（Admiral Wilcox）；而藍斯·瑞迪克飾演君主計畫的局長吉勒明（Guillermin）；瑞迪克在原劇本中有更大的戲份，但考量到片長而在成片中都遭到刪減。錢信伊飾演傑伊·韋恩（Jay Wayne），與麥蒂森有交情的商店店主。章子怡與潔西卡·漢維克原本也將出現在電影之中，但她們的戲份最終在成片中被刪減。

## 泰坦巨獸
- 哥吉拉：

身高119.8米，體重9萬9634噸，以核輻射作為食物來源的巨獸，可以從嘴裡噴出「原子吐息」燒盡一切。五年前擊敗王者基多拉成為「泰坦巨獸之王」，由於摩斯拉死前將剩餘力量轉移給哥吉拉，從此加強哥吉拉的能量及攻擊力，因此本作中的哥吉拉原子吐息能燒穿地心、直達地球空心，並且哥吉拉具有感知其他類似基多拉的泰坦巨獸的頻率存在，因此每次一旦登陸都起因於試圖消滅潛在的威脅。
對於金剛的態度表示保守，因為金剛是該巨獸族群的最後一人，但金剛一離開骷髏島，將其視為與基多拉相同級別的泰坦巨獸，因此展開追擊。
- 金剛：

身高102米，體重未知，來自地心的巨獸種族，與哥吉拉一族曾經展開長年的戰爭，發展為兩敗俱傷後遷族到骷髏島，與伊維族產生互助的關係。但因骷髏爬獸的襲擊，金剛作為族群唯一倖存者。在電影《哥吉拉 II 怪獸之王》中發生由王者基多拉的號召，骷髏爬獸群響應而起，但都被金剛一人抵擋。在漫畫中因君主組織的地心實驗，釋出戰蝠怪獸卡瑪佐兹，怪獸將骷髏島外圍大量的熱帶風暴移到內陸，使得不願離開島嶼的伊維族幾乎全部罹難，只剩下女孩吉雅一人。之後君主組織接管並監視骷髏島，但近幾年因為金剛的體型越來越大，骷髏島逐漸無法容納金剛，使君主方面開始想辦法為牠尋找新的棲息地。
- 鳴蛇：

估測身長250米+，棲息於地心的眼鏡蛇型怪獸，是一種長有翅膀的蛇類怪獸，在作品中，一隻鳴蛇遭金剛抓住尾巴甩到尖銳的峭壁上重創頭部致死，另一隻在與金剛戰鬥中幾乎讓金剛差點窒息，被後來的主角團是用地心探測艇上的飛彈干擾，隨後遭金剛折斷翅膀重拳捶死，頭部遭肢解被金剛食用。
- 地獄鷹：

棲息於地心的翼龍怪獸，同時有蝙蝠和猛禽的特徵。
- 骷髏爬獸：

估測身高50~60米，體重未知，首次出現於《金剛：骷髏島》中，同是來自地心的巨獸種族，與金剛展開長年戰爭，由於當地與地球空心的聯繫，所以在數量上超過金剛一族並殲滅金剛一族而留下金剛一人。而頂極企業擁有骷髏爬獸的蛋，其中一隻領主級別的骷髏爬獸現在淪為頂極企業人工飼養的怪獸，被用來測試機械哥吉拉的戰力。
- 機械哥吉拉：

身高121公尺，體重15萬噸，由頂極神經機械企業開發製造的機械泰坦，能輕鬆壓制並重創哥吉拉和金剛；是以哥吉拉為原型打造，並由基多拉的頭骨組裝的電腦主機控制。配備大量的導彈，以地心能量驅動，背部有火箭推進器以增強攻擊力，尾巴能變形成鑽頭，並能從口部發出類似原子吐息的「質子咆哮」。原本是頂極用以取代哥吉拉，卻反被基多拉的殘存意識佔據而暴走。

## 製作

### 製作團隊
- 亞當·溫高德 – 導演
- 奧平健治（Kenji Okuhira） – 執行製片人
- 坂野義光（英语：Yoshimitsu Banno） – 執行製片人（遺作）
- 傑·阿什菲爾特（Jay Ashenfelter） – 聯合製片人
- 珍·康羅伊（Jen Conroy） – 聯合製片人
- 塔瑪拉·肯特（Tamara Kent） – 聯合製片人
- 歐文·派特森（Owen Patterson） – 美術指導
- 湯姆·哈莫克（Tom Hammock） – 美術指導
- 安·弗利（Ann Foley） – 服裝設計
- 約翰·「DJ」·戴斯賈丁（John "DJ" DesJardin） – 視覺效果總監

### 發展
2015年10月，傳奇影業宣布計劃將哥斯拉和金剛設置在共同宇宙。製片人亞歷克斯·加西亞確認該電影不是1962年上映的日本電影《金剛對哥斯拉》的重拍版本。2016年5月，華納兄弟宣佈電影定於2020年5月29日上映。
2017年5月，傳奇影業為開發《哥吉拉大戰金剛》組建了一個編劇室，由泰瑞·羅西奧領導，其成員包括派翠克·麥凱、J·D·佩恩、琳西·比爾、T·S·諾林、傑克·帕格倫和約瑟夫·麥可·斯特拉日恩斯基。同月，宣佈亞當·溫高德將執導電影。溫高德確認電影將配合《哥吉拉 II 怪獸之王》設置在現代。

### 選角
2017年6月，宣佈章子怡加入傳奇影業的怪獸宇宙，她將出現在《哥吉拉 II 怪獸之王》和《哥吉拉大戰金剛》。2018年6月，朱利安·丹尼森和范·馬爾特納加盟電影，米莉·芭比·布朗和凱爾·錢德勒將回歸出演自己的角色。2018年7月，達娜·古瑞拉正為加盟電影一事洽談中。2018年10月，布萊恩·泰瑞·亨利、德米安·畢齊、亞歷山大·史柯斯嘉、艾莎·岡薩雷和蕾貝卡·霍爾加盟電影。同年11月，傑西卡·亨維克和小栗旬加盟電影。

### 拍攝
主體拍攝於2018年11月12日在夏威夷和澳大利亞開始進行，並預計於2019年2月結束，暫定名稱為「頂極」（Apex）。2019年4月，溫高德在Instagram宣佈在澳大利亞的拍攝已殺青。同月，溫高德透露香港是最後的拍攝地點之一，而全片的拍攝已經完成。

## 音樂
該片的配樂由湯姆·霍肯伯格創作。《哥吉拉大戰金剛》的原聲帶於2021年3月26日由水塔音樂發行。
| 曲目列表 | 曲目列表                            | 曲目列表 |
| 曲序     | 曲目                                | 时长     |
| -------- | ----------------------------------- | -------- |
| 1.       | Pensacola, Florida (Godzilla Theme) | 2:18     |
| 2.       | Skull Island (Kong Theme)           | 7:24     |
| 3.       | Apex Cybernetics                    | 2:02     |
| 4.       | A New Language                      | 2:29     |
| 5.       | Just Now                            | 1:50     |
| 6.       | Tasman Sea                          | 9:30     |
| 7.       | Through There                       | 1:25     |
| 8.       | Antarctica                          | 2:36     |
| 9.       | Hollow Earth                        | 3:48     |
| 10.      | The Throne                          | 2:11     |
| 11.      | Lunch                               | 1:59     |
| 12.      | Nuclear Blast                       | 3:59     |
| 13.      | The Royal Axe                       | 4:48     |
| 14.      | Mega                                | 7:39     |
| 15.      | Hong Kong                           | 13:14    |

## 發行
《哥吉拉大戰金剛》由華納兄弟定於2021年5月21日以2D、3D和IMAX格式在美國上映。此前，上映日期曾定於2020年3月13日、2020年5月22日、2020年5月29日和2020年11月20日。然而，受冠狀病毒病疫情影響，本片延期至2021年5月21日（《駭客任務4》原檔期）上映。2020年2月，華納兄弟進行了未對外公佈的試映會，並頗受好評。在此之後Netflix 曾以2億美元的價格想買下電影播放權，但被華納拒絕了，後來華納決定在自有的串流服務平台HBO Max上映這部電影，但引發傳奇影業不滿，經過一些協商之後，傳奇影業答應華納的要求同意電影在HBO Max上播放。 到2021年1月，宣佈電影提前至2021年3月31日上映，並於上映當日同時在HBO Max上線，為期一個月。

## 迴響

### 評價
爛番茄根據392條評論，獲得76%的新鮮度，平均得分6.4／10，觀眾投票獲得91%的分數，平均得分為4.5／5。在Metacritic上，本片獲得59分。

### 票房
| 上一届： 《尋龍使者：拉雅》       | 2021年台北週末票房冠軍 第13-14週     | 下一届： 《當男人戀愛時》          |
| 上一届： 《一秒拳王》             | 2021年香港一週票房冠軍 第12-13週     | 下一届： 《STAND BY ME 哆啦A夢 2》 |
| 上一届： 《阿凡達》               | 2021年中國內地一周票房冠軍 第12-13週 | 下一届： 《我的姐姐》              |
| 上一届： 《無名弒》               | 2021年美國週末票房冠軍 第14-16週     | 下一届： 《真人快打》              |
| 上一届： 《殺手寓言不殺人的殺手》 | 2021年日本週末票房冠軍 第27週        | 下一届： 《東京復仇者》            |

根據綜藝報導，在HBO Max與院線同步上線為期一個月的哥吉拉大戰金剛需要達到3.3億美元的票房，才能達到收支平衡，而在嚴重特殊傳染性肺炎疫情影響之後最初估計為期五天的首週末票房為2300萬美元, 影響之前電影預計能從北美地區收到大約6800萬美元的票房，電影第一天從北美2409家戲院獲得了960萬美元的票房，這是嚴重特殊傳染性肺炎疫情影響以來好萊塢電影最好的開幕日，第二天賺了670萬美元，五天預測增加到3000-4000萬美元, 到了週五北美戲院又增加到3064家, 週五到週日三天票房為3160萬美元, 為期五天的首週末票房為4810萬美元,這是大流行的最好首映週末票房, 電影最終在北美突破1億美元大關，在國際其他地區票房為3.67億美元，最終全球票房突破4.68億美元，哥吉拉大戰金剛已獲得9600萬美元的利潤除了院線票房外, 其他收入來源估計如下:來自國際電視交易的6000萬美元，國內家庭娛樂的6500萬美元，國際家庭娛樂的2500萬美元，付費及免費電視的4500萬美元，總收入為3.26億美元。
臺灣方面，全台首日票房2516萬台幣，為期五天票房為1億5076萬台幣，次週全台票房為2億7802萬台幣，最終累積票房為3億5802萬台幣的票房。

### 線上流媒體觀眾
根據Samba TV 報導，北美同步在流媒體HBO Max上線為期一個月，雖然HBOMax未公布數據，但是根據Samba TV的數據顯示從3月31日到4月4日為期五天線上首映統計有360萬人觀看哥吉拉大戰金剛，觀看人數超過HBO Max其他電影上線觀看人數成績包括神力女超人1984的220萬人以及查克·史奈德之正義聯盟的180萬人，在英國有22.5萬人觀看，上線17天有510萬人觀看, 到第30天結束時有580萬人觀看按照價格計算哥吉拉大戰金剛在HBO Max上線為期一個月為華納影業帶來約為8700萬美元的收入，在英國付費VOD收入約為450萬美元，在加拿大付費VOD收入約為300萬美元。

### 迷思
電影中一張宣傳海報與預告片畫面，就是兩隻怪獸站在一艘航空母艦準備打鬥的畫面，而這個畫面也讓不少人指出，這艘航空母艦應該沒辦法承受這兩隻泰坦巨獸的重量。
現實中的尼米茲級核動力航空母艦載重能力最強的是西奧多·羅斯福號航空母艦，可以載重2萬3804噸；在中國版的電影海報中有明確寫出金剛身高102公尺與哥吉拉身高120公尺，而怪獸宇宙的前一部電影《哥吉拉 II 怪獸之王》中，哥吉拉119.8公尺，體重9萬9634噸。所以既然是同一個宇宙的電影，哥吉拉在這兩部電影的身高設定接近，那體重應該也是接近，所以在《哥吉拉大戰金剛》中哥吉拉的身高高了0.2公尺，體重應該是相等或略大於9萬9634噸。
故此尼米茲級航空母艦，理應無法負擔哥吉拉的體重，更何況是哥吉拉跟金剛一起站在上面打鬥。

## 未來
傳奇影業的CEO在2021年4月4日表示怪獸宇宙可能會開發新作品，到了2021年4月21日，據《好萊塢報導》表示傳奇影業正在積極開發怪獸宇宙的延伸作品，同時亞當·溫高德正洽談回歸執導相關作品。製片方構思了多個新片的想法，其中包括《金剛之子》。2022年3月宣布，計劃將於今年在黄金海岸及昆士蘭州東南部拍攝《哥吉拉大戰金剛》的續集。據Screen Rant報導，該計劃為《金剛之子》。

## 外部連結
- 官方网站
- 互联网电影数据库（IMDb）上《哥吉拉大戰金剛》的资料（英文）
- Box Office Mojo上《哥吉拉大戰金剛》的資料（英文）
- Metacritic上《哥吉拉大戰金剛》的資料（英文）
- 爛番茄上《哥吉拉大戰金剛》的資料（英文）
- AllMovie上《哥吉拉大戰金剛》的资料（英文）
- 開眼電影網上《哥吉拉大戰金剛》的資料（繁體中文）
- Yahoo奇摩電影上《哥吉拉大戰金剛》的資料（繁體中文）
- 雅虎香港電影上《哥吉拉大戰金剛》的資料（繁體中文）
- 豆瓣电影上《哥吉拉大戰金剛》的資料 （简体中文）
- 时光网上《哥吉拉大戰金剛》的資料（简体中文）